# Chevrolet Silverado
Der Chevrolet Silverado ist ein Pick-up-Modell des US-amerikanischen Autoherstellers General Motors. Auch in den aktuellen Modellen weist er die typischen Stilmerkmale amerikanischer Pick-up-Trucks auf: eine große Fahrerkabine, optional mit zweiter Sitzbank, starken Motorisierungen, einer offenen Ladefläche und Leiterrahmen. Die Modellversion mit zweiter Sitzbank (Doppelkabine) ist sowohl zwei- als auch viertürig erhältlich.
Der Silverado ist das Volumenmodell von Chevrolet, der Pickup rangiert hinter der Ford F-Serie auf Platz zwei der Zulassungsstatistik, wobei hier die Zulassungen des fast baugleichen GMC Sierra nicht eingerechnet sind.
Diese Art von Pickups findet man in den USA auf dem Land häufig vor. Der Silverado baut auf der gleichen Plattform wie der Chevrolet Tahoe und Chevrolet Suburban (beziehungsweise GMC Yukon und Yukon XL bzw. Cadillac Escalade), insoweit weisen alle diese Modelle hinsichtlich Karosseriemerkmalen und Innenraumdesign Ähnlichkeiten auf. Seit der ersten Modellpflege haben die Silverado-Modelle aber eine eigenständige Frontgestaltung, die sie von den Schwestermodellen optisch unterscheidet.

## Erste Generation (1998–2007)
Der Silverado auf der GMT800-Plattform wurde 1998 als 1999er-Modell auf den US-Markt eingeführt. Die formale Öffentlichkeitspremiere erfolgte auf der North American International Auto Show (NAIAS) 1998. Die vorherige Generation aus der C-/K-Serie wurde noch ein Jahr lang weiter produziert. Die Motorenpalette reichte vom 4,3-Liter-V6-Motor mit einer maximalen Leistung von 142 kW (193 PS) bis zum 6-Liter-V8-Motor mit einer maximalen Leistung von bis zu 257 kW (349 PS) im Silverado SS (Super Sport).
Im Modelljahr 2004 wurde die Hybridvariante als erstes Hybridfahrzeug von GM überhaupt, basierend auf dem 5,3-Liter-V8-Motor eingeführt. Es handelte sich um einen sogenannten Mildhybrid, bei dem der Elektromotor den Ottomotor beim Beschleunigen unterstützt.
Vom Silverado gab es auch eine Heavy-Duty-Variante zum Ziehen und Transportieren schwerer Lasten. In Verbindung damit wurde ein 6,0-Liter-V8-Motor, ein 8,1-Liter-V8-Motor mit einer maximalen Leistung von 242 kW (329 PS) und ein 6,6-Liter-V8-Dieselmotor mit einer maximalen Leistung von 231 kW (314 PS) und einem maximalen Drehmoment von 852 Nm angeboten.

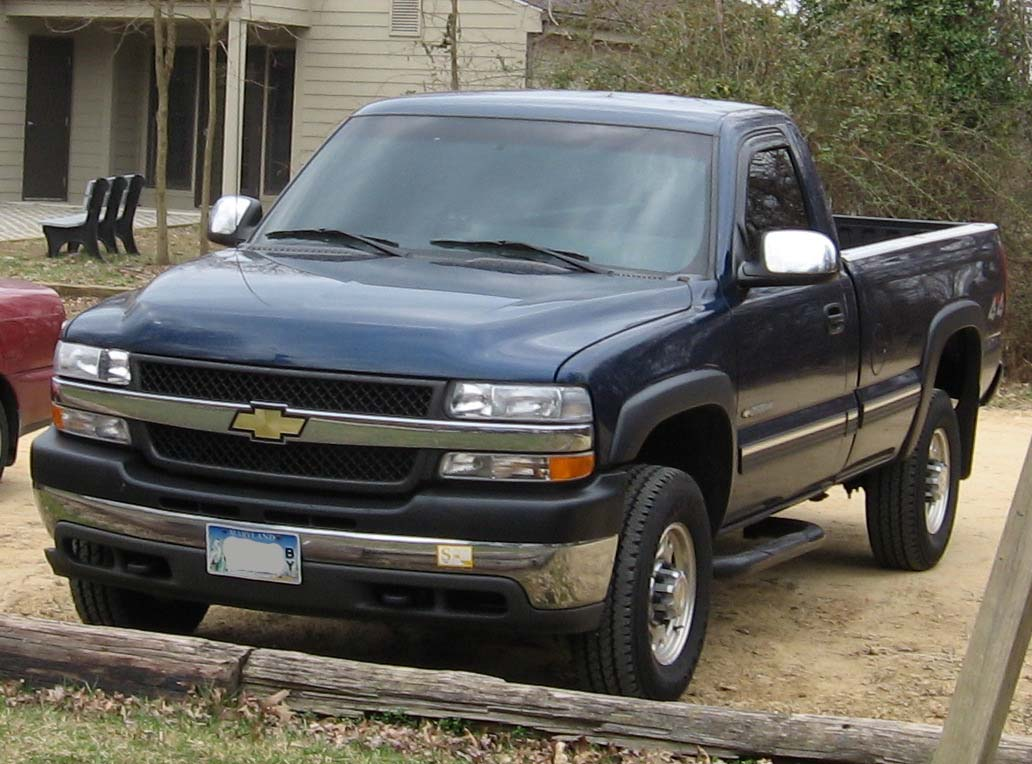
Chevrolet Silverado 2500 (1999)
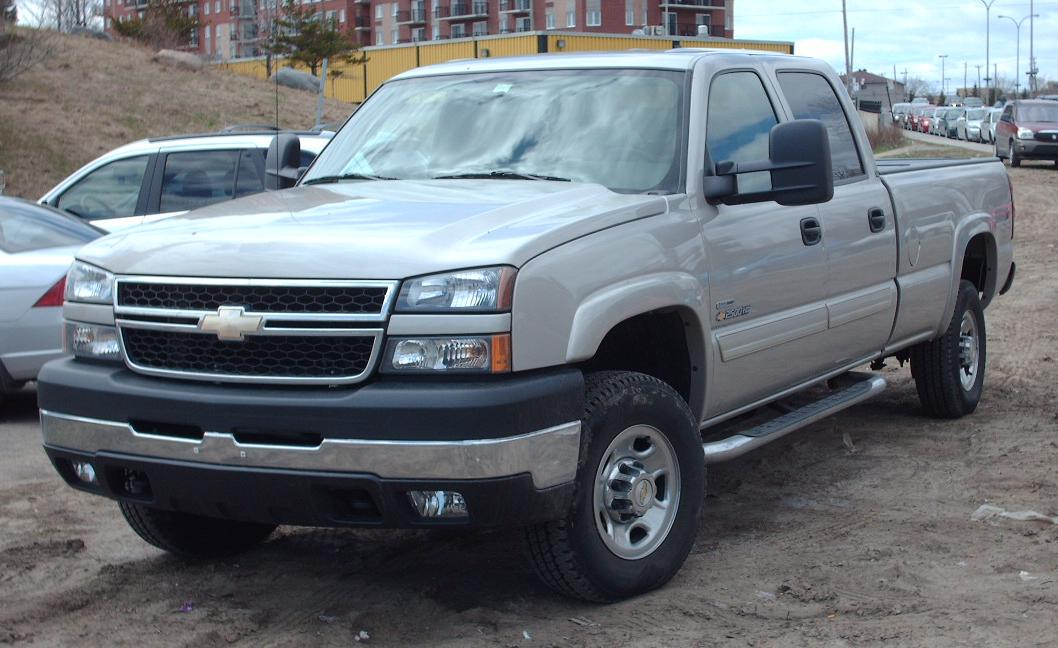
Chevrolet Silverado 2500 Heavy Duty (2003)
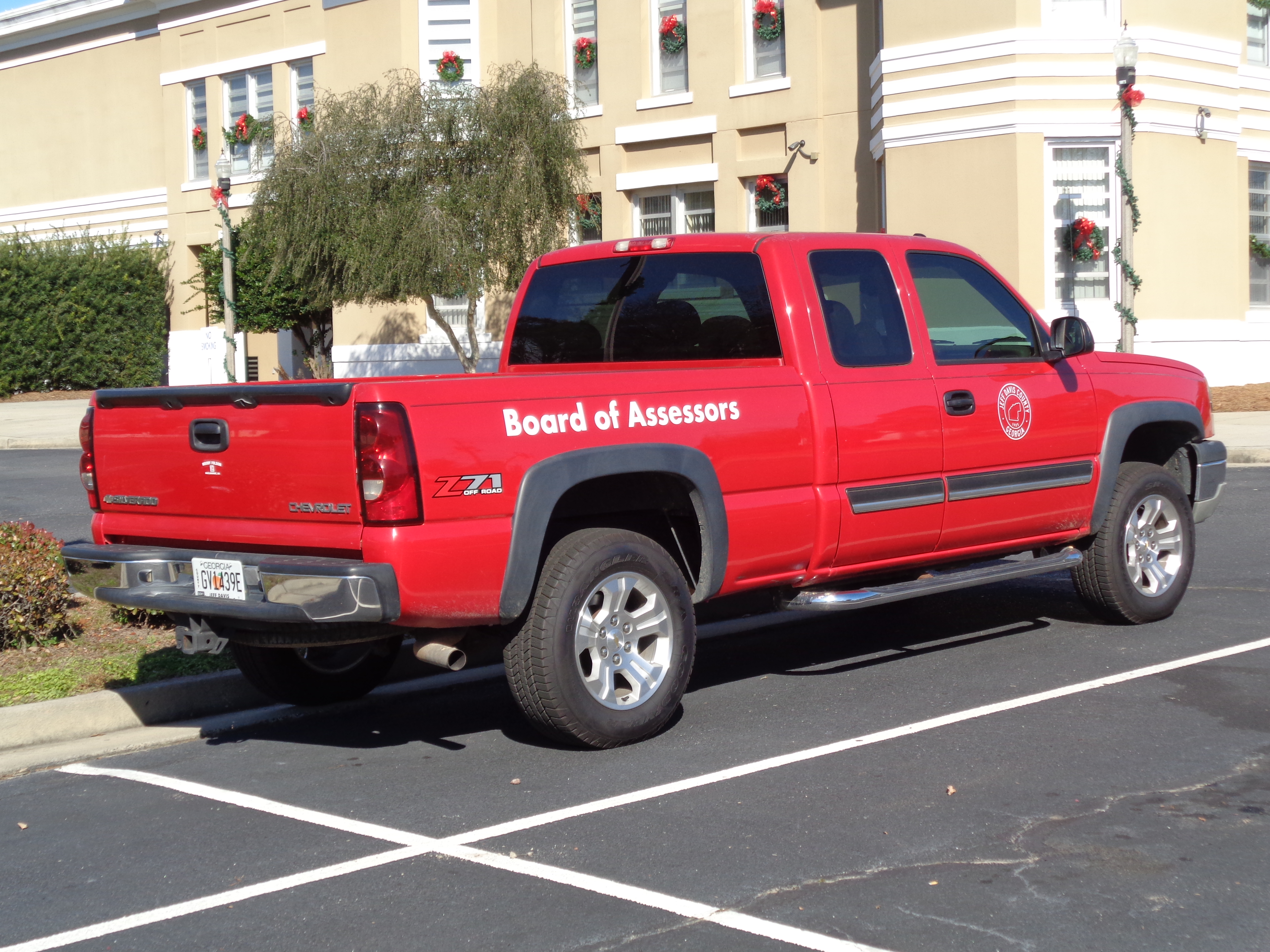
Heckansicht
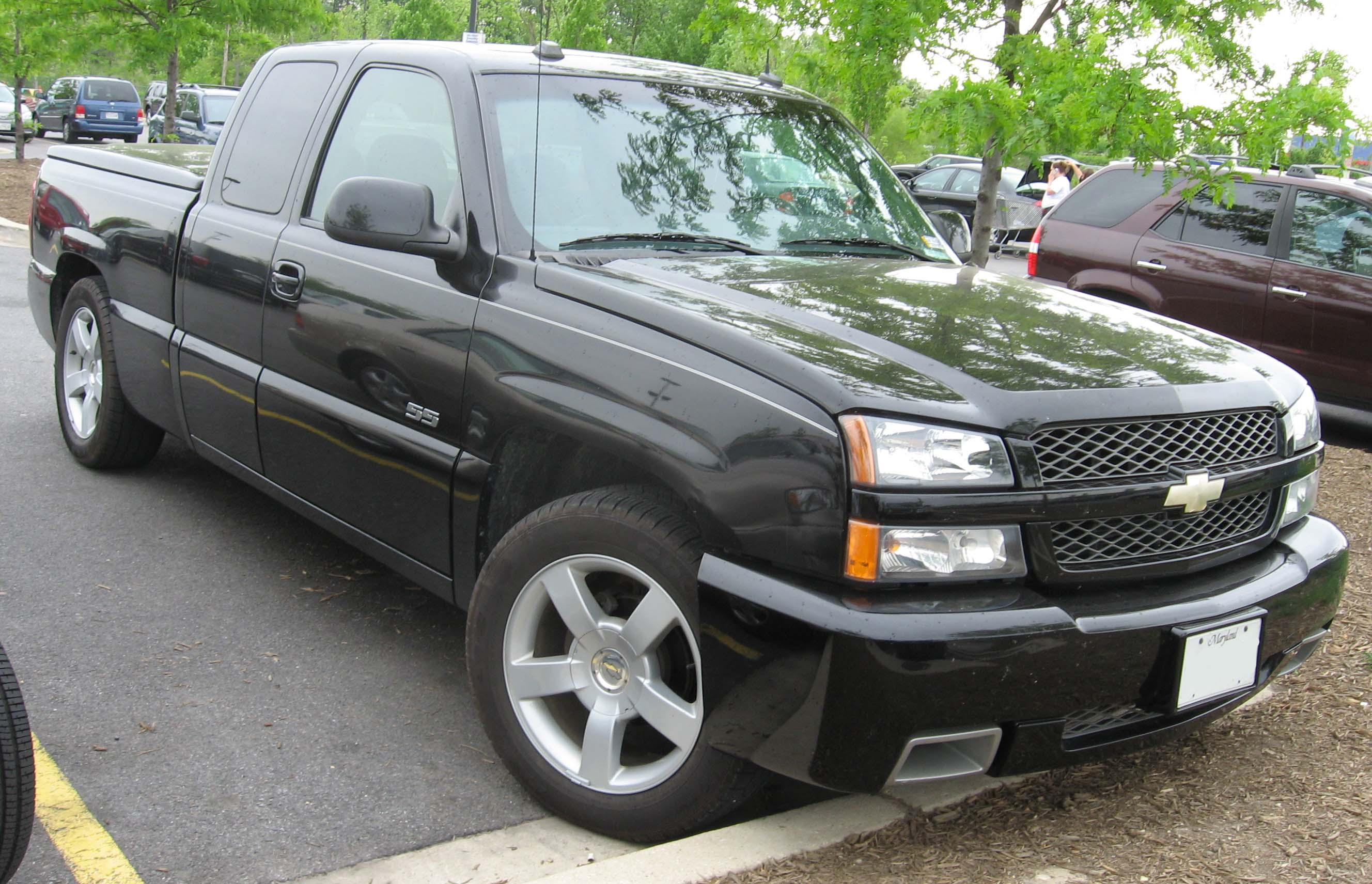
Chevrolet Silverado SS

## Zweite Generation (2006–2013)
Der Silverado auf der GMT900-Plattform wurde im Jahr 2006 vorgestellt. Er verfügte über eine neu gestaltete Karosserie und Innenraum sowie stärkere Motoren. Die Heavy-Duty-Variante wurde 2007 vorgestellt und nicht mehr mit dem 8,1-Liter-Bigblock-V8-Motor angeboten. Das Viergang-Automatikgetriebe wurde durch ein moderneres mit sechs Gängen ersetzt. Ab 2008 wurde der Silverado in den USA nicht mehr mit Schaltgetriebe angeboten. Die Preise begannen bei 22.200 US-Dollar (ca. 17.000 Euro).

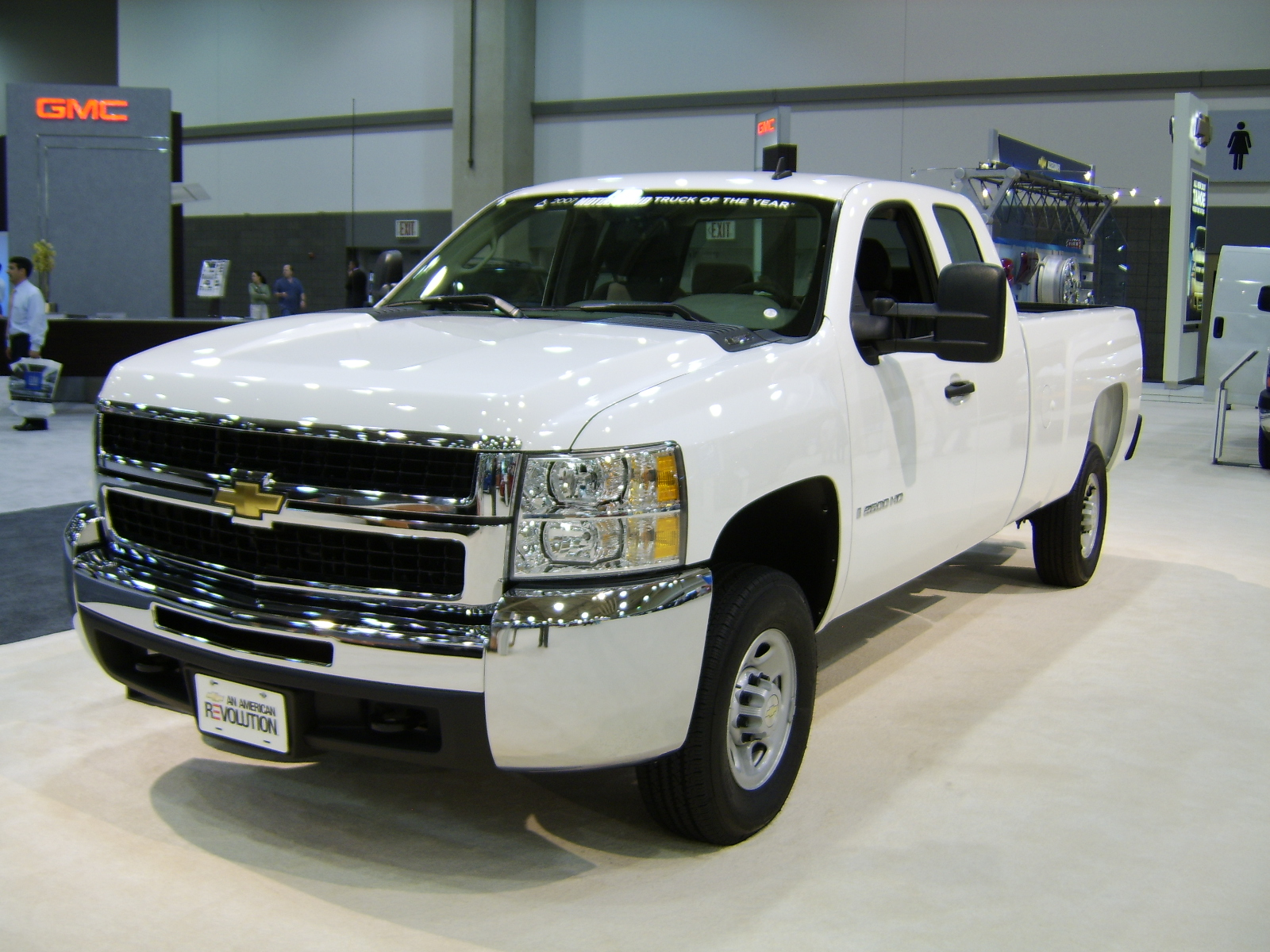
Chevrolet Silverado 2500 Heavy Duty
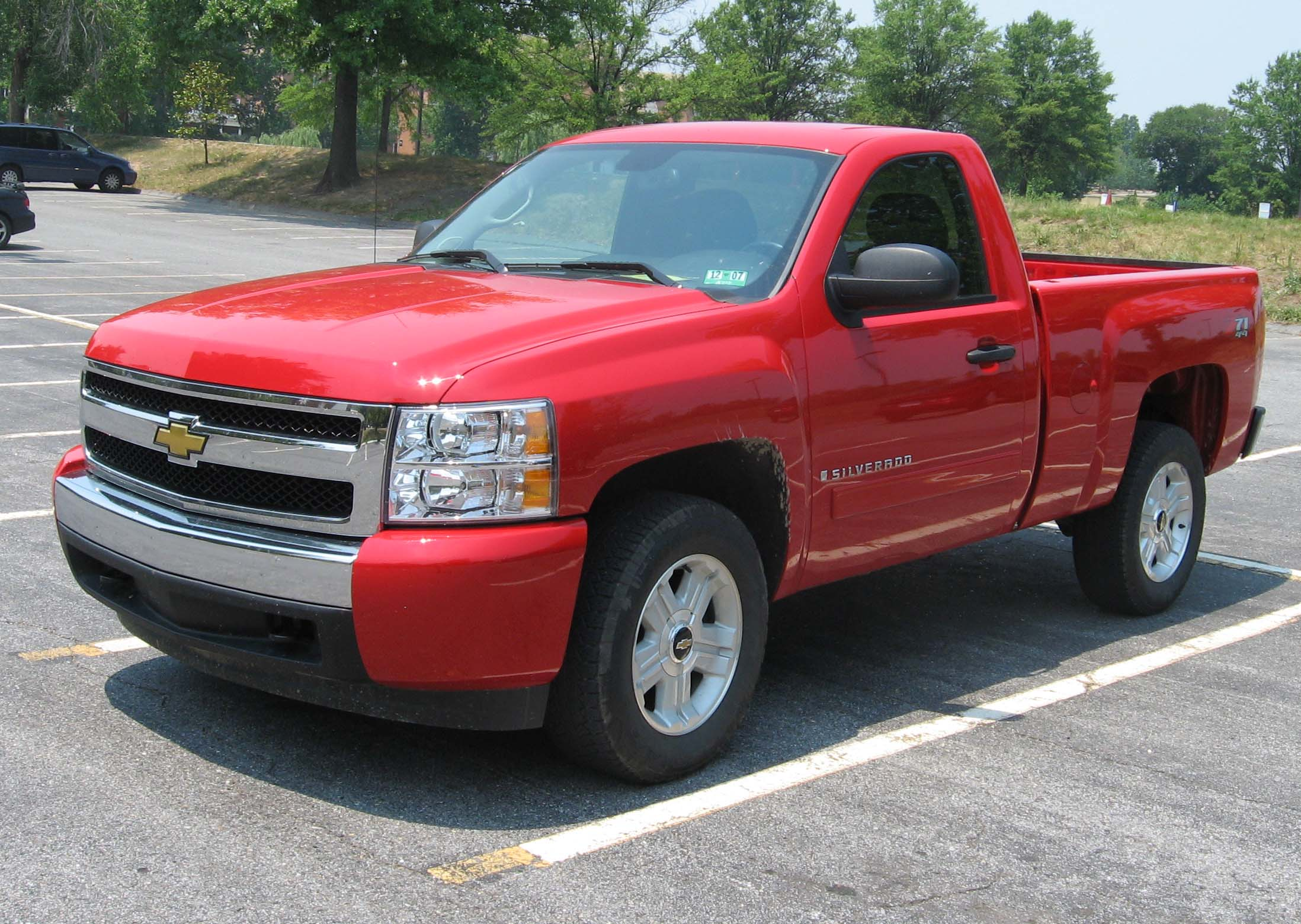
Silverado mit Einzelkabine
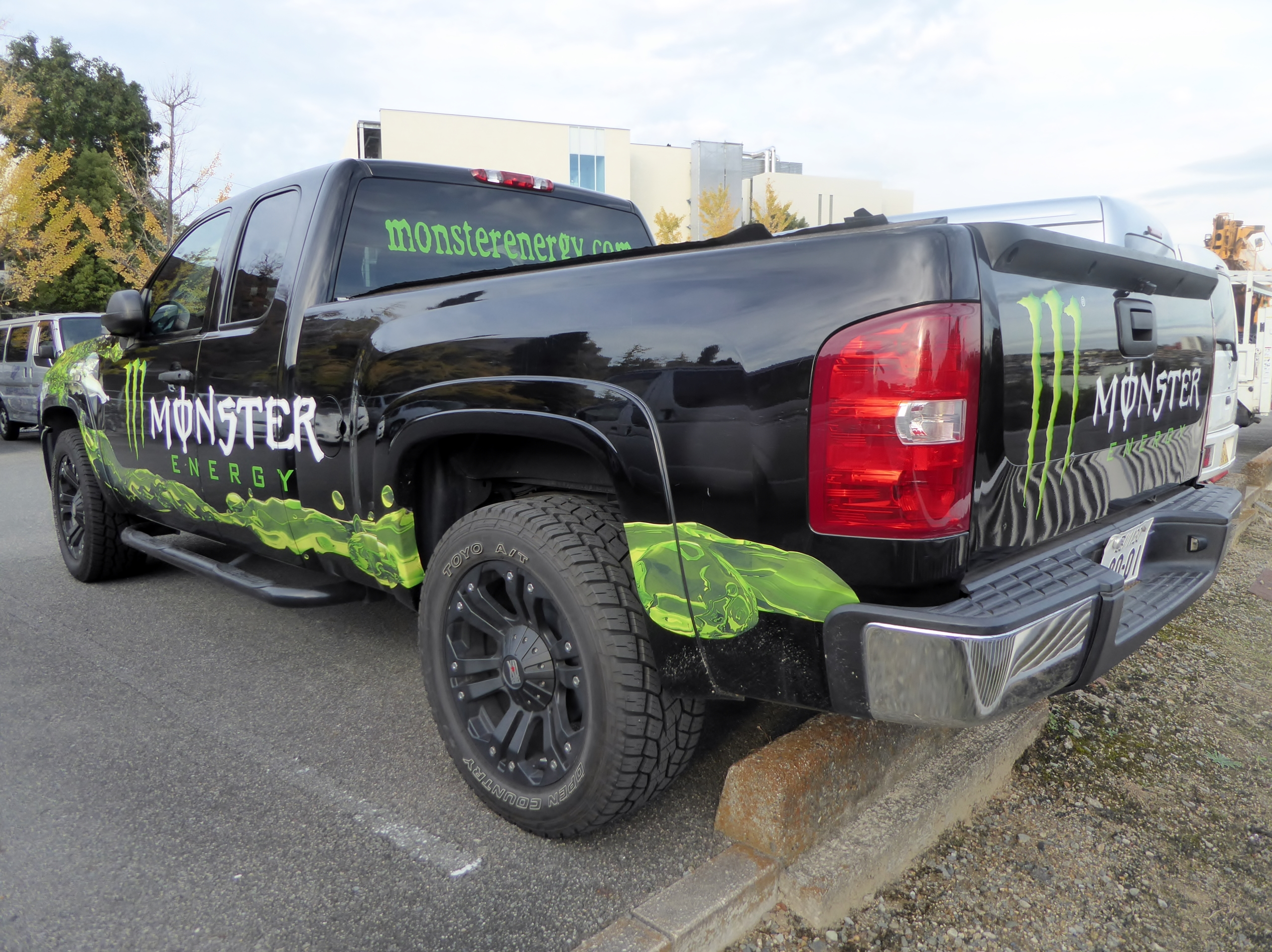
Heckansicht

## Dritte Generation (2013–2018)
Die formale Messepremiere des Silverado der dritten Generation (K2XX-Plattform) fand auf der NAIAS 2013 statt. Er wurde mit einem V6-Motor, drei verschiedenen V8-Motoren und ausschließlich mit einem 6-Stufen-Automatikgetriebe (aus der Hydra-Matic-Baureihe von GM oder vom Hersteller Allison Transmission) angeboten. Der 4,3-Liter-V6-Ottomotor hat eine maximale Leistung von 212 kW (288 PS), der 5,3-Liter-V8-Ottomotor eine maximale Leistung von 250 kW (340 PS), der 6,2-Liter-V8-Ottomotor eine maximale Leistung von 313 kW (426 PS) der 6,0-Liter-Ottomotor leistet je nach Version maximal 240 kW (326 PS) oder 268 kW (364 PS), der Dieselmotor mit 6,6 Litern leistet maximal 296 kW (402 PS). Das Modell im Modelljahr 2016 mit der größten Zuladung, der 3500HD 4×2 Dual Rear Wheel mit Crew Cab mit 6,0-Liter-Motor, hat ein zulässiges Gesamtgewicht von 5908 kg / (13.025 lbs) und eine Zuladung von 2772 kg / (6111 lbs), das Leergewicht beträgt somit 3124 kg / (6889 lbs).

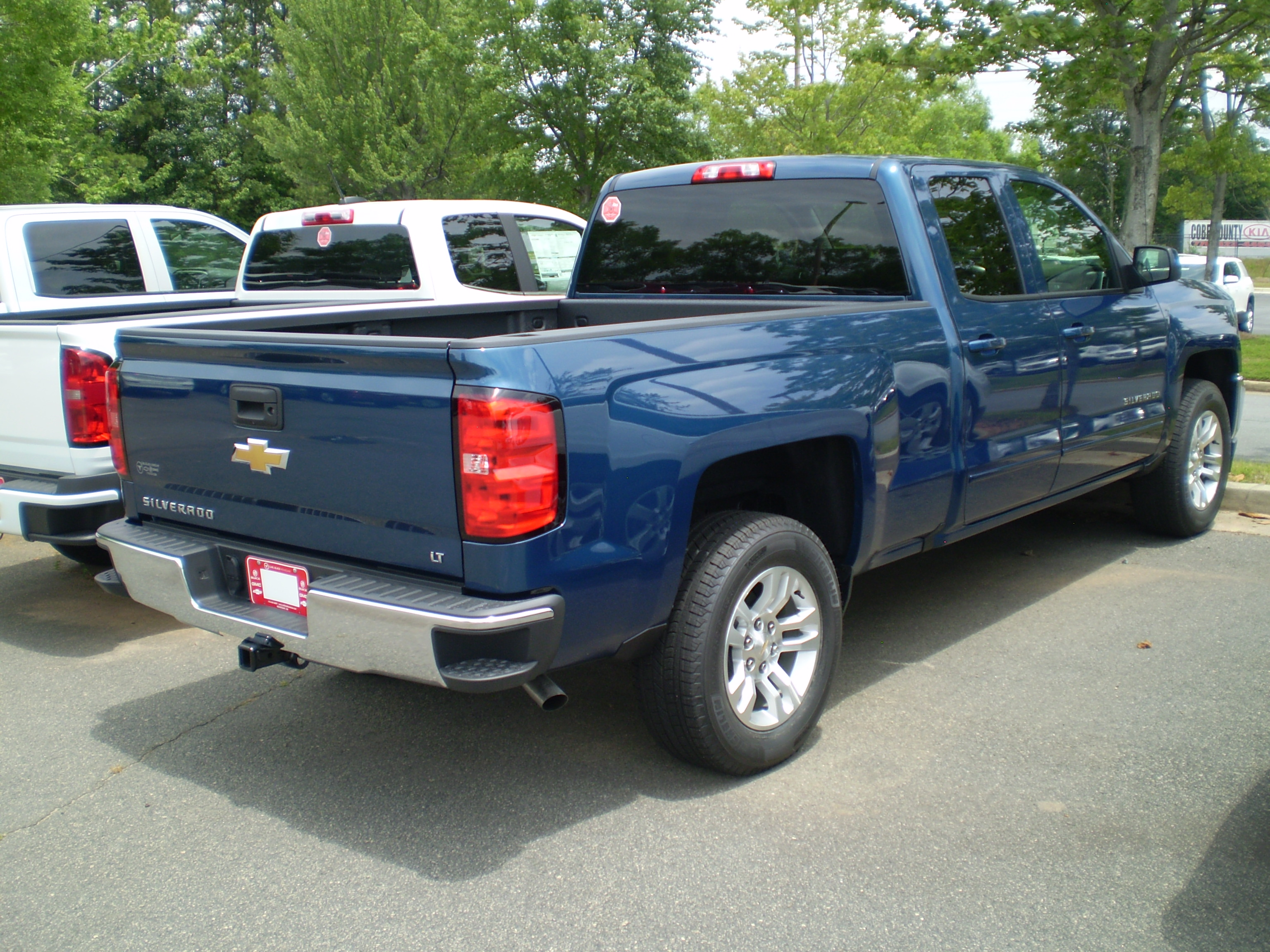
Heckansicht 1500 Double Cab
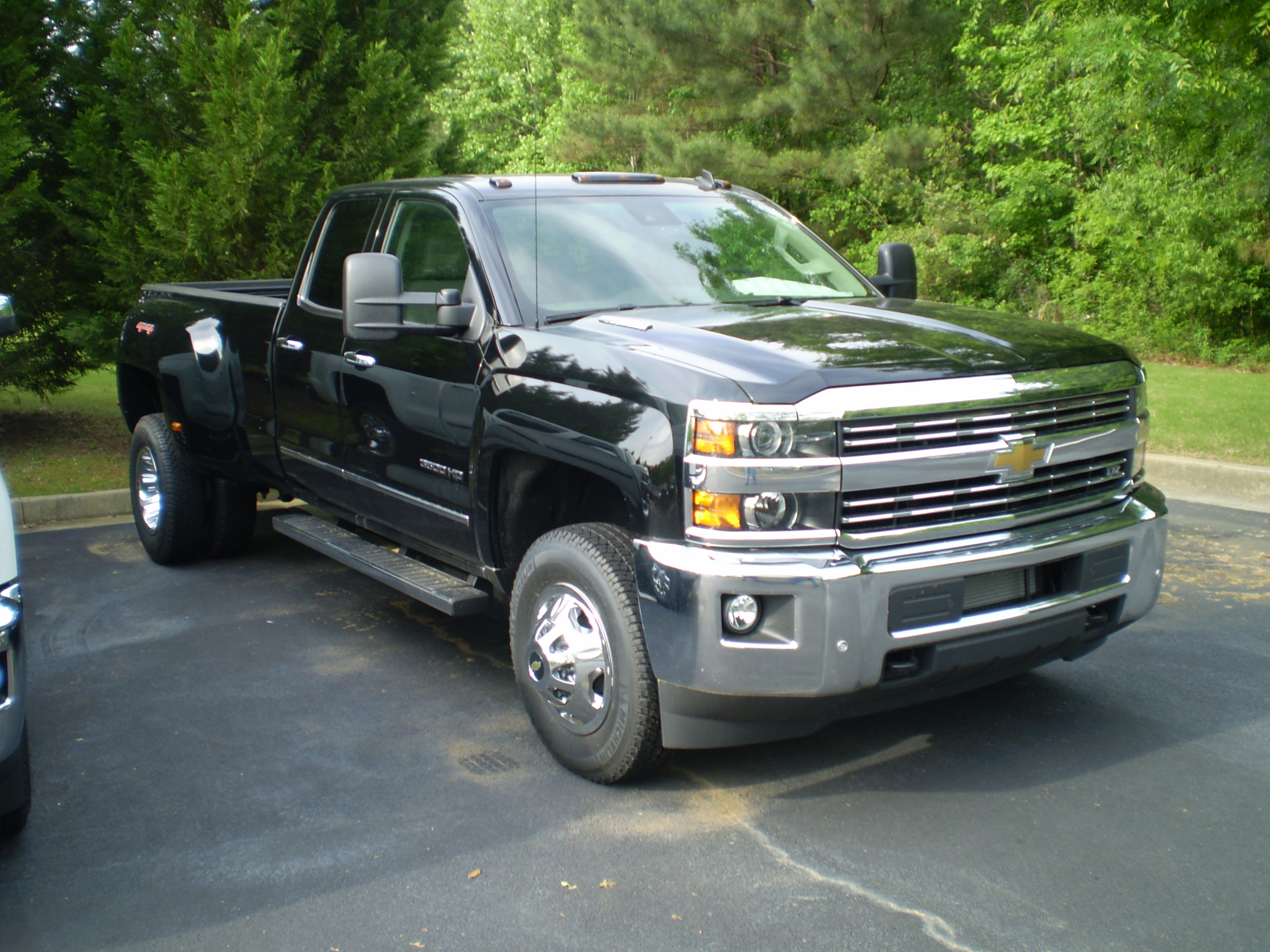
3500HD Double Cab
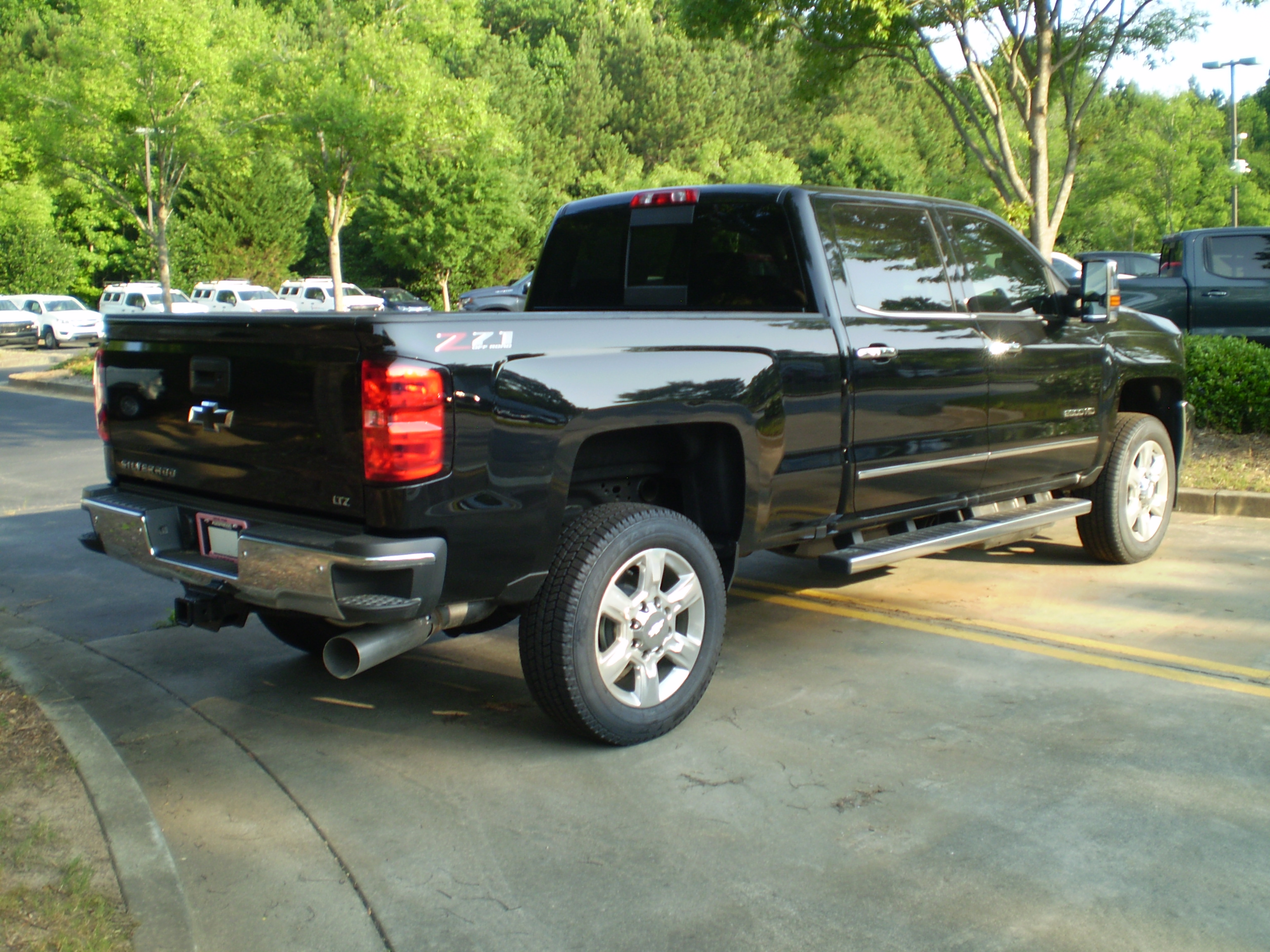
Heckansicht 2500HD Crew Cab

## Vierte Generation (seit 2018)
Im Dezember 2017 wurde eine neue Generation des Silverado auf dem Chevy Truck Centennial Event vorgestellt. Die formale Messepremiere erfolgte auf der NAIAS 2018. Laut Chevrolet soll das Modell Leichtbaukomponenten zur Reduzierung der Fahrzeuggesamtmasse enthalten.
Angeboten werden seit Markteinführung für das Light-Duty-Modell sechs Motor-/Getriebekombinationen, darunter ein 4,3-Liter-V6-Ottomotor, ein 5,3-Liter-V8-Ottomotor, ein 6,2-Liter-V8-Ottomotor, ein 2,7-Liter-R4-Ottomotor mit Turboaufladung und ein 3,0-Liter-R6-Dieselmotor mit Turboaufladung. Das Fahrzeug wird im GM-Werk Fort Wayne in Indiana gebaut. Bei Modellen mit Dieselmotor soll der Kraftstoff-Normverbrauch bei 7,1 Liter/100 km (33 mpg) liegen. Der Stickoxidausstoß wird mittels SCR vermindert.
Im Februar 2019 erschienen auch die zugehörigen Heavy-Duty-Versionen 2500HD und 3500HD. Sie werden von einem 6,6-Liter-V8-Ottomotor oder einem 6,6-Liter-V8-Dieselmotor aus der Duramax-Motorenfamile mit Turboaufladung angetrieben.
Das Fahrzeug basiert in den Varianten 1500, 2500HD und 3500HD auf der T1XX-Plattform von GM.
Auf der NTEA The Work Truck Show in Indianapolis zeigte Chevrolet erstmals Medium-Duty-Modelle aus der 4500HD-, 5500HD- und 6500HD-Reihe. Sie bauen auf einer von GM und Navistar entwickelten Plattform auf. Sie werden in den Medien als indirekte Nachfolger des 2009 eingestellten Chevrolet Kodiak angesehen.
Zum Modelljahr 2022 erhielt die Variante 1500 eine Überarbeitung. Im Januar 2022 wurde die batterieelektrisch angetriebene Variante EV vorgestellt. Sie hat eine maximale Leistung von bis zu 495 kW (673 PS) und bietet fast 800 km Reichweite. Die Serienproduktion startete im Frühjahr 2023. Zum Modelljahr 2024 erhielten auch die Heavy-Duty-Varianten eine Überarbeitung.

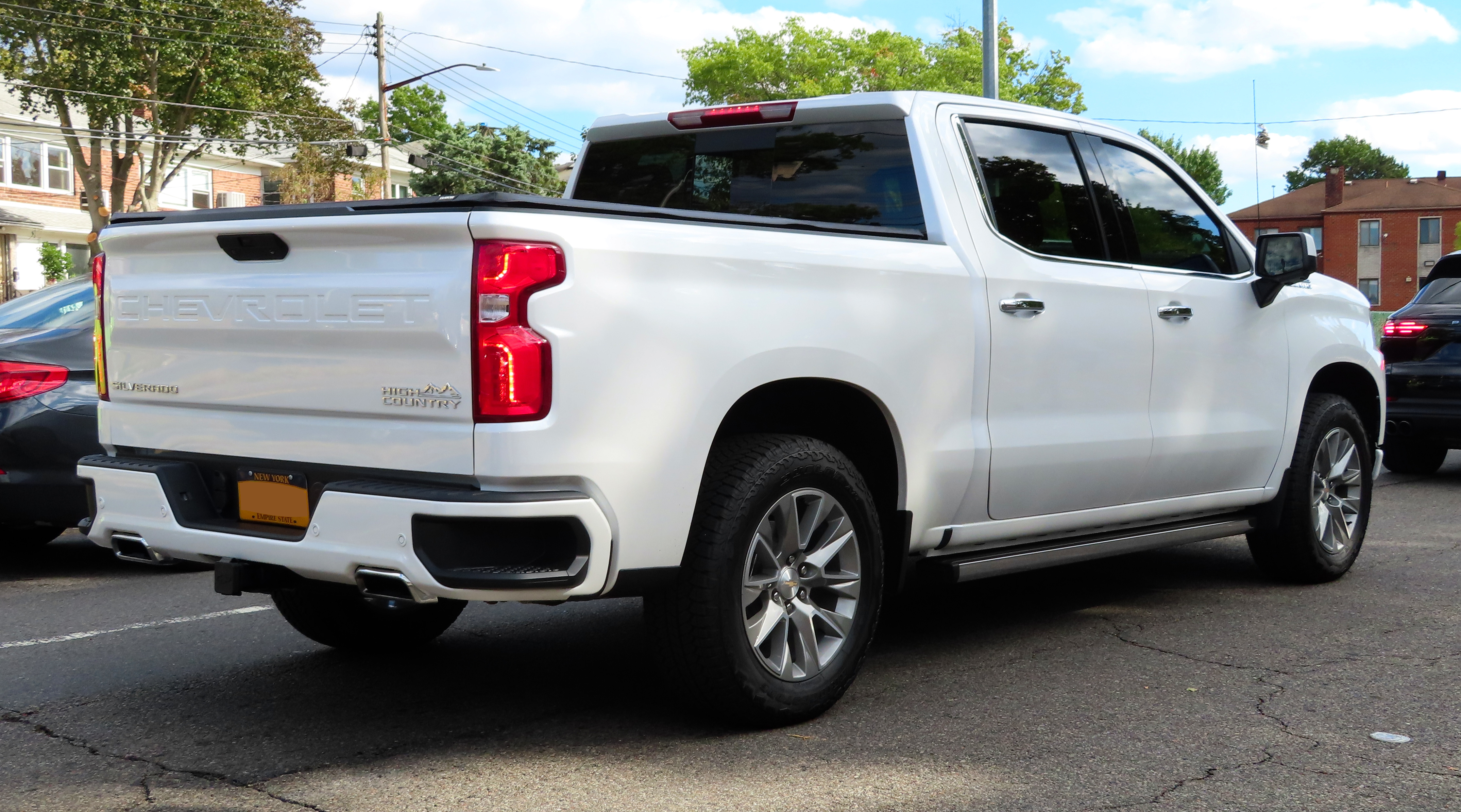
Heckansicht
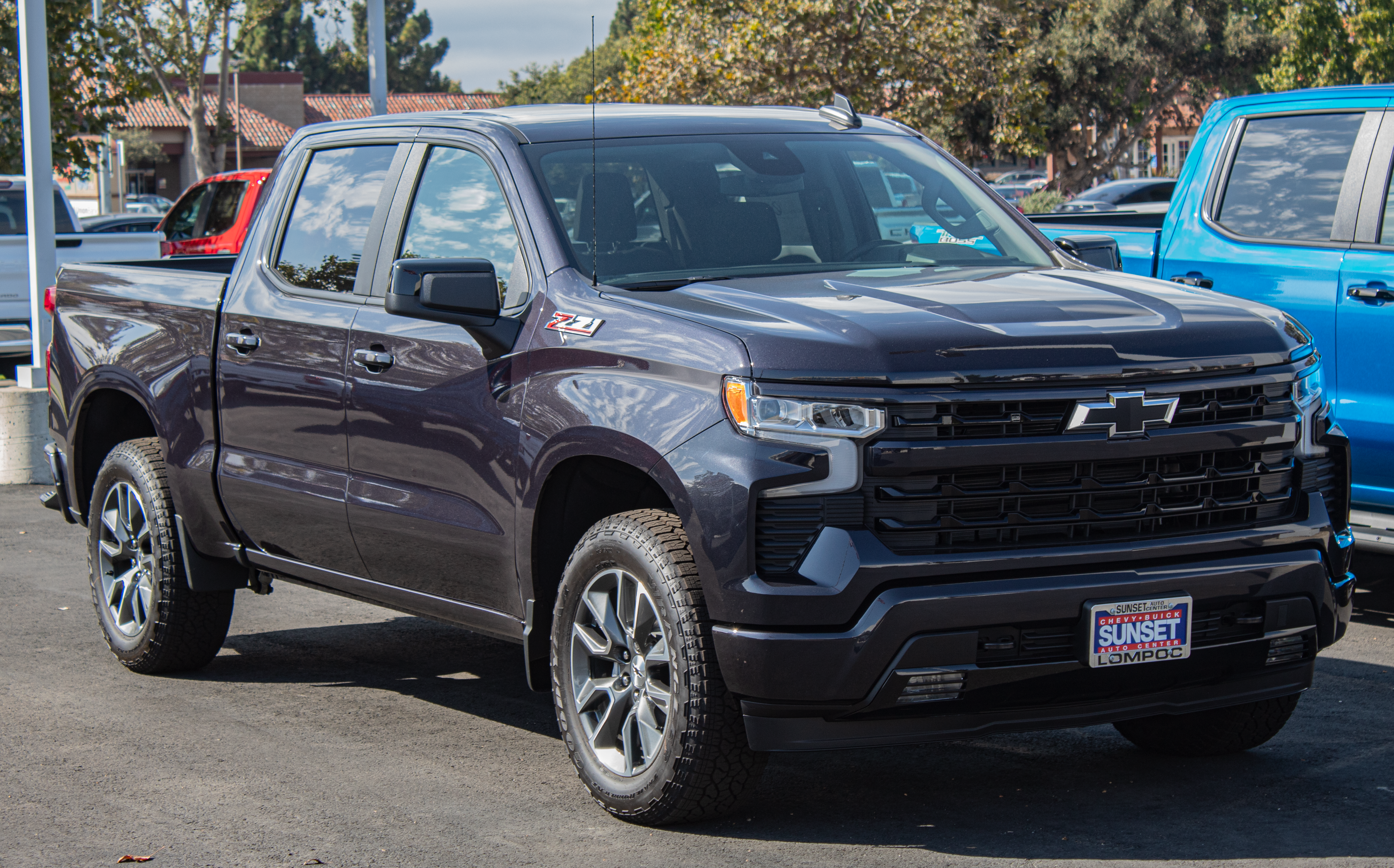
Chevrolet Silverado 1500 (seit 2022)
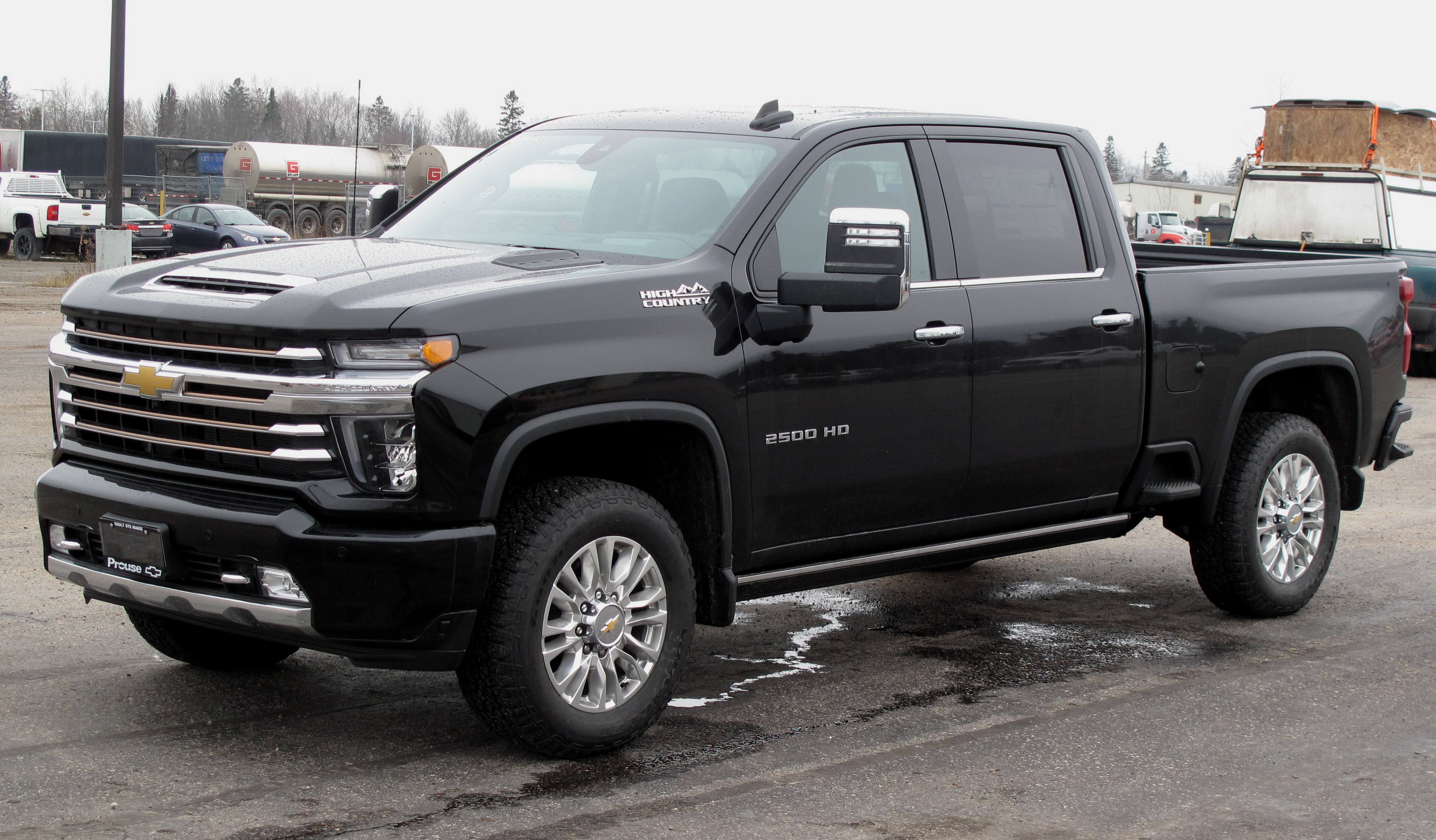
Chevrolet Silverado 2500HD High Country (2019–2023)
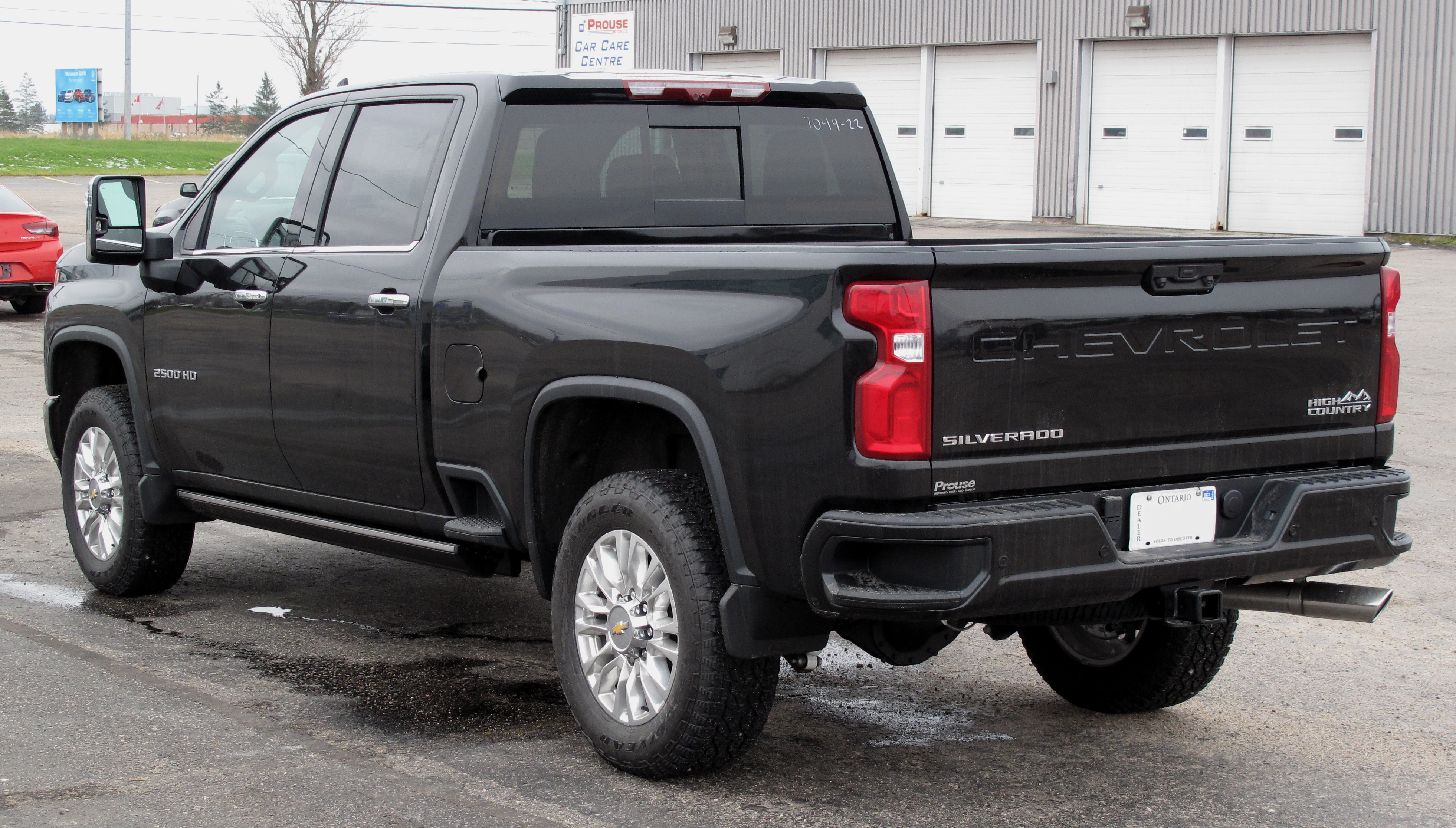
Heckansicht
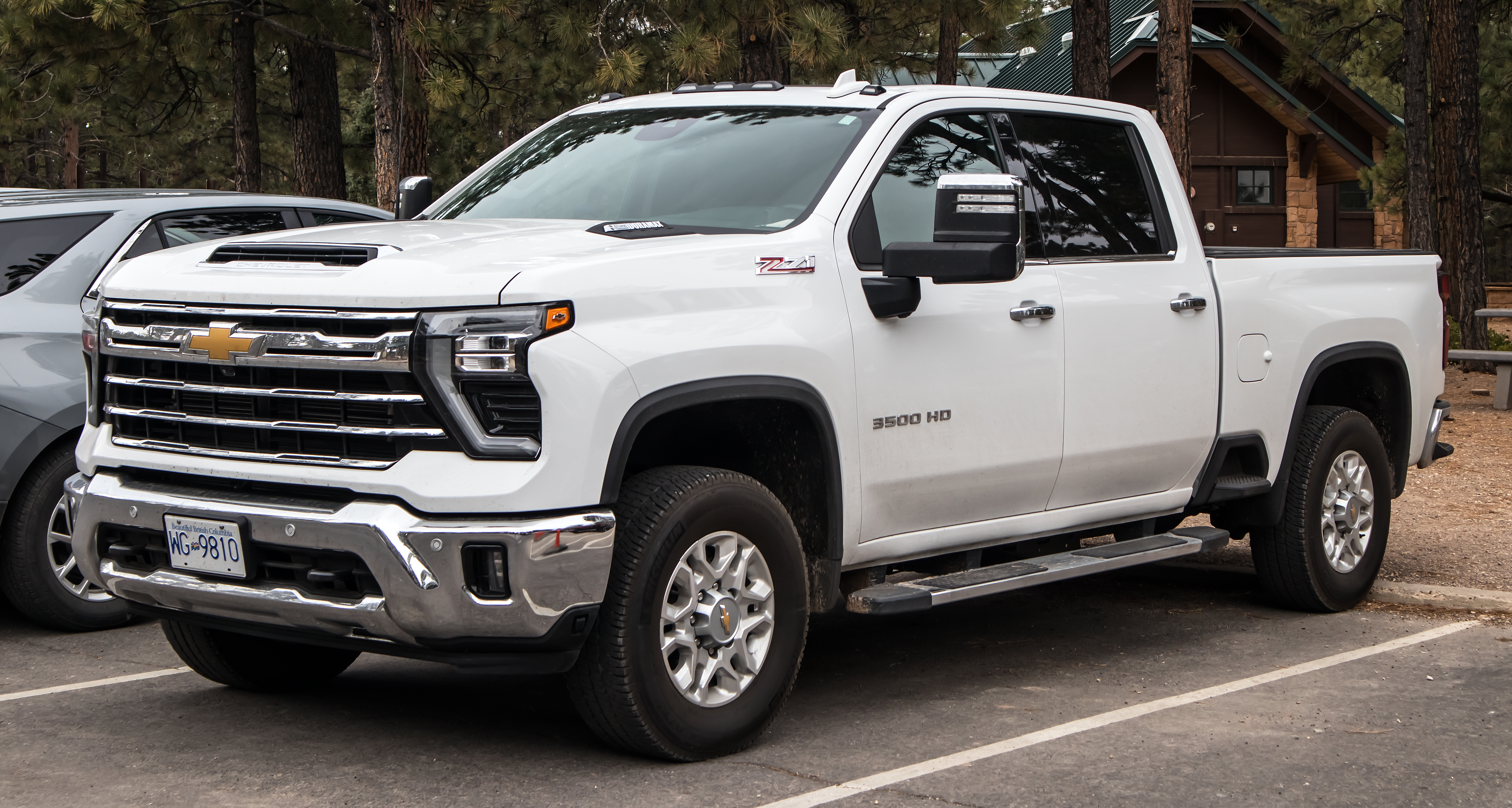
Chevrolet Silverado 3500HD LTZ (seit 2023)
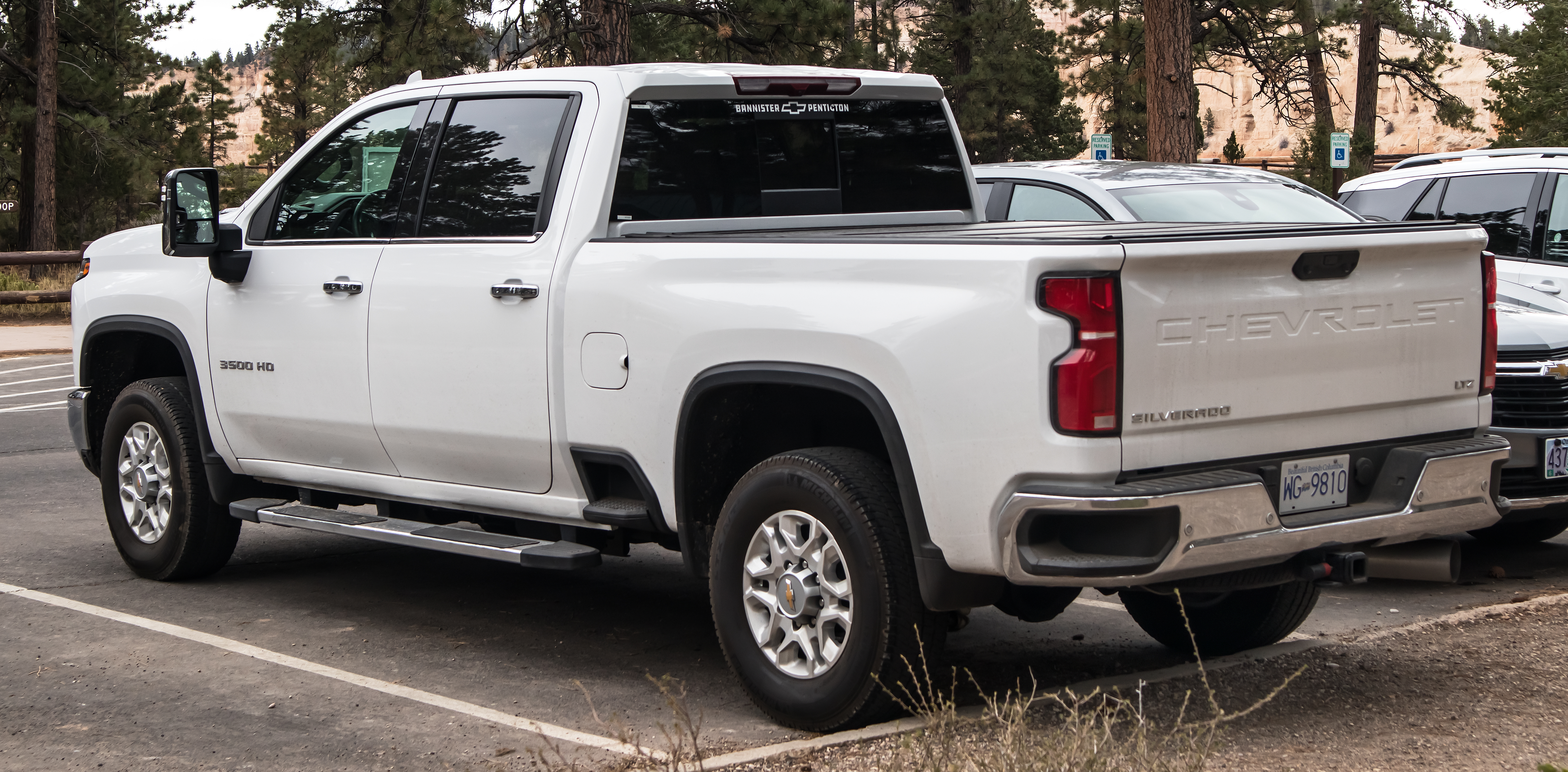
Heckansicht
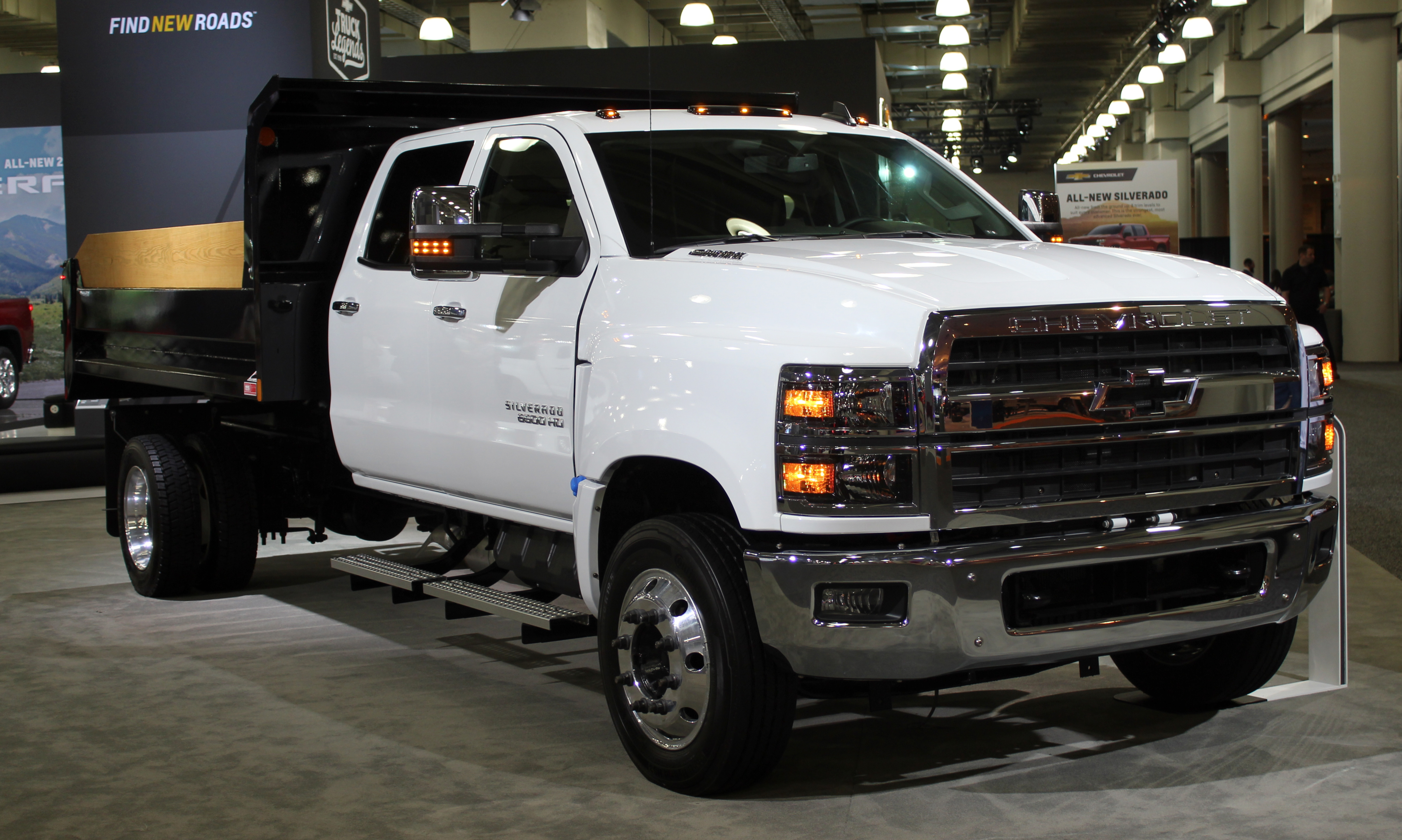
Medium-Duty-Modell (6500HD)
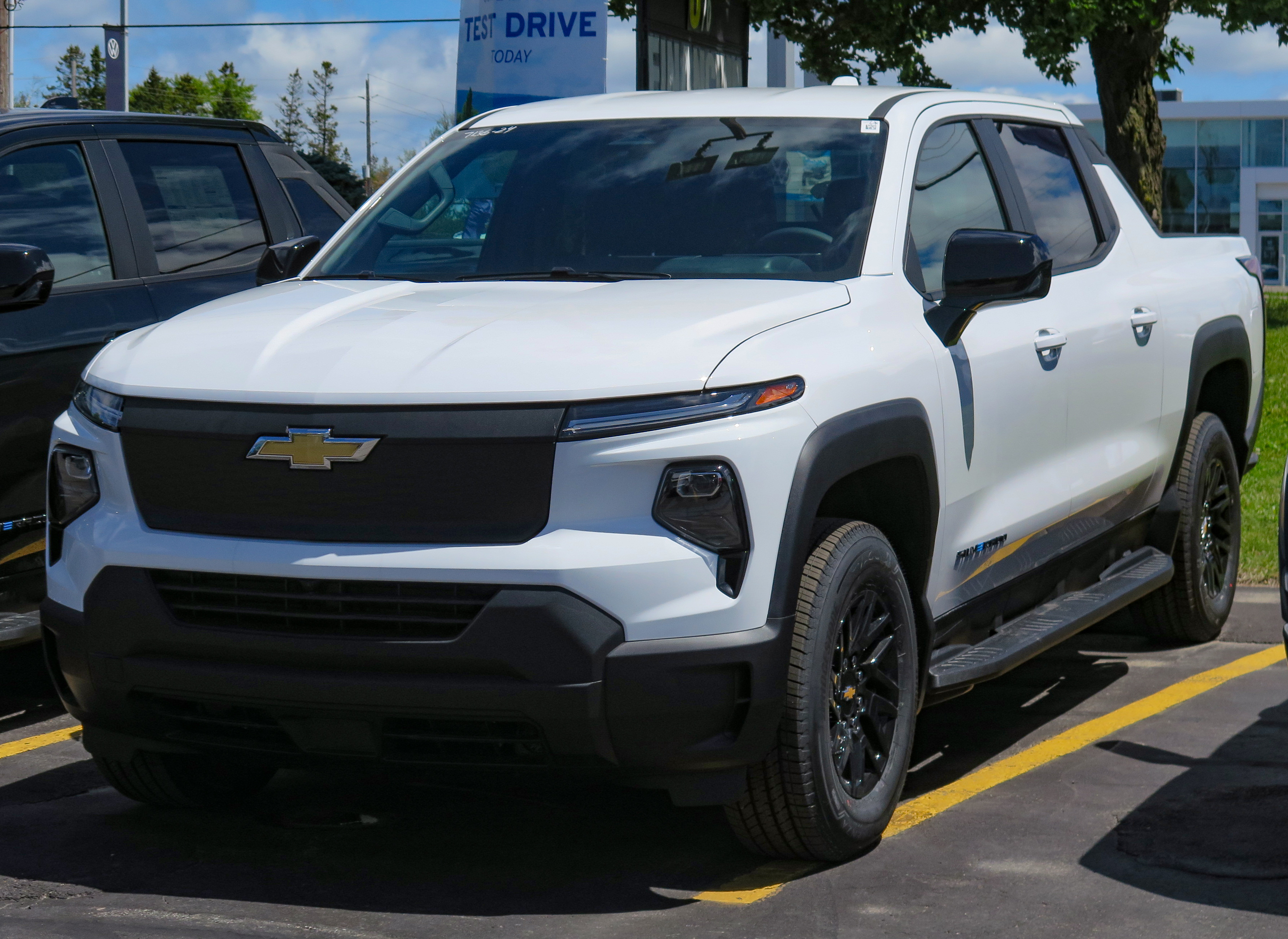
EV